# Marcin Lijewski
Marcin Lijewski, poljski rokometaš, * 21. september 1977, Krotoszyn.
Lijevski je eden največjih zvezdnikov poljske rokometne reprezentance, sicer pa igra za nemški SG Flensburg-Handewitt. Je levičar in igra na poziciji desnega beka. Njegova igralna številka je 22. Trenutno (2007) živi v  Kreis Flensburgu z ženo Justyno, hčerko Natalio in sinom Wiktojem. Visok je 1,97 m in težak 102 kg. Za poljsko reprezentanco je zbral 251 nastopov. Ima tudi mlajšega brata (Krzysztof Lijewski), ki prav tako igra za poljsko izbrano vrsto.